# هادلی، اسکس
longitudeهادلی، اسکسlatitudeهادلی، اسکس
هادلی، اسکس (به انگلیسی: Hadleigh, Essex) یک شهرک در بریتانیا است که در اسکس واقع شده‌است.

## خصوصیات
هادلی ۱۸٬۳۰۰ نفر جمعیت دارد.